# José Preciado Fourniers
José Preciado Fourniers (Livorno, 1805-Olite, 9 de enero de 1871) fue un músico, maestro de capilla, pedagogo y organista.

## Vida
Nació en la localidad de Livorno (Italia) aunque sus padres Mateo y Maria eran de Zaragoza y Vinaroz respectivamente. Estudió música en la niñez en la Basílica del Pilar de Zaragoza, con el organista Ramón Ferreñac, de quien posteriormente publicaría, revisado y ampliado, un tratado musical. 
Aún bastante joven, Preciado fue organista de la catedral de Teruel (1823) -1826 y posteriormente maestro de capilla y también organista de la de Barbastro, ciudad en la que se casó.
En 1828 consiguió la plaza de organista de la Iglesia de Santa María de Tafalla (Navarra). Debido a problemas familiares, partió temporalmente a Aragón con un permiso del ayuntamiento, pero el 13 de enero de 1835 fue destituido de sus cargos por ausencia. Recurrió ante el Consejo Real de Navarra y éste obligó a reponerlo en el cargo. Esto último, sin embargo, se vio dificultado por los problemas económicos que sufría la parroquia, y que hicieron que se le pidiera tocar el órgano sin sueldo. Desde 1835  hasta 1839 fue organista de la Iglesia de San Juan Bautista de Estella, y de esta población navarra regresó de nuevo a Tafalla, donde trabajó de organista y maestro de capilla de las parroquias unidas de Santa Maria y San Pedro hasta 1859.
El 7 de julio de 1842, y debido a la carencia local de personal preparado en el campo de la música religiosa, y tal vez para paliar una situación económica incómoda (la desamortización de Espartero se había impuesto en 1841), propuso en el ayuntamiento de la ciudad que se fundara una escuela de Música, que garantizara a los jóvenes de Tafalla un futuro profesional, y en la iglesia una continuidad en el ámbito de las funciones religiosas. El consistorio aprobó sus bases el 13 de noviembre de 1842. En 1858, de los alumnos surgió una pequeña orquesta —la primera de la ciudad—, que en 1861 desembocó en la banda tafallense de música que creó Felipe Gorriti, antiguo discípulo de piano de Preciado.
El 23 de febrero de 1845 se casó por segunda vez, con Rosa Menescao Gil, que falleció en 1855, y ese mismo año se casó con Paula Ozcáriz Busto. Al presentarse –infructuosamente– a oposiciones para la plaza de maestro de capilla y organista de la Iglesia de Santa María de Tolosa (Guipúzcoa) en 1853, Preciado indicaba que en 1849 había fundado la «Empresa Filarmónica Santa Cecilia de Tafalla», que hacía de difusora de la música sacra. En abril de 1856 fue el censor único en las oposiciones de organista de la Iglesia de San Juan de Estella y en 1860 obtuvo la plaza de maestro de capilla de la Iglesia de San Pedro de Olite (Navarra). 
Se documenta un maestro de capilla de la Colegiata de Santa María de Calatayud (Aragón) entre 1864 y 1865, antiguo organista de Pamplona, llamado José Preciado y que publicó algunas obras musicales, pero podría tratarse de un músico distinto.

## Obra
Su obra compositiva se conserva en varios archivos españoles, en la Catedral de Tudela, en la Basílica de Santa María de Castellón de Ampurias y en otros archivos musicales catalanes. Hizo un gran trabajo en el campo de la pedagogía, con gran interés y dedicación, que puede verse en los métodos para la enseñanza musical que publicó.
(Selección)
- Adoración (andante no mucho), para órgano.[9]
- Evocación, en Re Mayor, para órgano.[9]
- [Novena] Gozos en la Santísima Virgen de la Peana de Borja (Aragón).[10]
- Misa de Requiem, para 3 voces y acompañamiento.[8]
- Miserere, para coro, solistas y acompañamiento (se compone de Miserere mei Deus ; Amplius lava me ; Tibi soli Peccavi ; Ecce Enim ; Auditui Meo ; CorMundum ; Redde Mihi laeticiam ; Libera me ; Benigne fac ; Tunc imponent )
- Ofertorio en Si b. M, para órgano.[8]
- Pieza para después del Agnus Dei. Tiempo de escape , para órgano.[9]
- Plegaria (Andantino), para órgano.[9]
- Septenario doloroso, Stabat Mater para órgano.[8]

### Métodos de enseñanza musical
- Método de canto-llano y misto reformados, ó sea facilísima manera de cantar en los coros con muy pocas reglas y estas fijas é invariables, con 6 Misas polifónicas del mismo autor. Pamplona: García. 1853. Archivado desde el original el 24 de diciembre de 2015.
- Método elemental para órgano de cuatro octavas. Pamplona. 1855.
- Ferreñac, Ramón (¿1858?). Método teórico-práctico para aprender a acompañar con el bajo numerado y sin numerar.[11]